# حمله با چاقو ۲۰۱۷ مارسی
در اول اکتبر ۲۰۱۷، یک مرد دو زن را در ایستگاه راه‌آهن مارسی-سن-شارل در مارسی، فرانسه به قتل رساند. زنان ۲۰ ساله و ۲۱ ساله که با هم دختر عمو بودند توسط یک مهاجر غیرقانونی از تونس با چاقو مورد حمله قرار گرفتند. سربازان گشت در محل حادثه مهاجم را به ضرب گلوله کشته‌اند. مدتی بعد برادر مهاجم نیز دستگیر شد و او با اتهامات اولیه مظنون به دست داشتن در این حمله روبرو شد. پلیس فرانسه در مورد اینکه آیا این یک حمله تروریستی است محتاط بود، اما بعداً این حادثه توسط یوروپل به عنوان تروریسم جهادی طبقه‌بندی شد.

## حمله
فیلم نظارت نشان می‌داد که مهاجم برای چند دقیقه در خارج از ایستگاه روی نیمکت نشسته بود، در ادامه برخاسته و چندین بار با ضربات چاقو به یک زن حمله می‌کند، سپس به زن دوم نیز حمله می‌کند و با فریاد الله اکبر فرار می‌کند. یک رهگذر زن اقدام به مداخله کرد. در ادامه مهاجم قصد حمله به دو سرباز گشت ایستگاه را داشت اما با دو گلوله به ضرب گلوله کشته شد. پلیس سلاح مورد استفاده را یک چاقوی تقریباً ۲۰ سانتی‌متری (همان قمه) توصیف کرد. قربانیان دختر عمو بودند، یکی از آنان ۲۰ ساله و دانشجوی پزشکی در دانشگاه اکس‌مارسی بود و دیگری یک جوان ۲۱ ساله در لیون در رشته پرستاری تحصیل می‌کرد. یکی از آنان چاقو خورد در حالی که دیگری گلویش بریده شده بود. بعداً دادستان فرانسه، فرانسوا مولینز تأیید کرد که مرتکب جنایت دو بار فریاد «الله اکبر» سر داد.
دادستان‌های فرانسه تحقیقات مقدماتی را برای «قتل در ارتباط با یک شرکت تروریستی» و «اقدام به ترور اشخاصی که دارای قدرت عمومی بودند» آغاز کردند، اما محققان در مورد ماهیت حادثه محتاط بودند. پلیس به جای ضد تروریسم، تحقیقات را انجام داد. وزیر کشور فرانسه جرارد کولومب گفت: «این (حادثه) ممکن است یک اقدام تروریستی باشد، اما در این مرحله ما نمی‌توانیم با قطعیت بیان کنیم».

## مهاجم
در تاریخ ۳۰ سپتامبر، یک روز قبل از حمله، عامل جنایت در لیون به ظن سرقت مغازه دستگیر شده بود. او یک شب بازداشت شد؛ ولی او در لیست دیده‌بان ترور نبود در نتیجه پلیس وی را آزاد کرد. مشخص شد که مهاجم از چندین هویت استفاده کرده بود، اما هویت واقعی وی با استفاده از اثر انگشت مشخص شد و با کسانی که در هفت حادثه قبلی از سال ۲۰۰۵ توسط پلیس فرانسه ثبت شده بود، مطابقت داشت. مقامات لیون قصد اخراج وی را داشتند اما به دلیل عدم اطمینان از هویت وی درنگ کردند. او یک روز قبل از حمله، در لیون گذرنامه تونس داشت، اما در هنگام حمله با چاقو هیچ شناسنامه ای به همراه نداشت. او به‌طور غیرقانونی در فرانسه بود. مقامات تونس او را احمد حناچی معرفی کرده‌اند. او در تونس جرایم مختلفی داشت و دوازده بار در فرانسه دستگیر شده بود و به پلیس اعتراف کرد که به مواد مخدر اعتیاد دارد. مقامات فرانسوی گفتند هیچ مدرکی مبنی بر رادیکال شدن مهاجم وجود ندارد.
محققان اعلام کردند که هیچ ارتباطی بین مهاجم و هیچ گروه تروریستی یافت نشد هرچند بعداً یوروپل این حمله را به عنوان تروریسم جهادی طبقه‌بندی کرد. خبرگزاری اعماق وابسته به داعش ادعا کرد که مهاجم یک «سرباز» دولت اسلامی بود. دوستان و خانواده مهاجم این عقیده که وی رادیکالیزه شده را رد کردند و گفتند او به مواد مخدر اعتیاد داشت و راه خود را گم کرده بود. محققان فیلم‌های جهادی را در تلفن مهاجم پیدا کردند.

### دستگیری‌های دیگر
در ۸ اکتبر، پس از صدور قرار بازداشت بین‌المللی توسط فرانسه، پلیس ایتالیا برادر کوچکتر مهاجم را که به نام آنیس حناچی ۲۵ ساله، در شهر فرارا دستگیر کرد. وی به ظن مشارکت در حمله و عضویت در یک گروه تروریستی در بازداشت بود. گفته می‌شود که وی در سوریه جنگیده بود و در سال ۲۰۱۴ پس از ورود غیرقانونی با قایق قاچاقچی به سیسیل از ایتالیا اخراج شده بود.
در ۱۰ اکتبر، پلیس سوئیس دو تونسی را در شهر کیاسو در نزدیکی مرز سوئیس و ایتالیا بازداشت کرد، از جمله برادر دیگر مهاجم که «به دلیل ارتباط با جنبش‌های تروریستی جهادی توسط پلیس پلیس خارجی شناخته شده بود». قرار بود زن و شوهری، که در سوئیس درخواست پناهندگی کرده بودند به تونس بازگردانده شوند؛ ولی پلیس سوئیس گفت، نقش این شخص در حمله به مارسی «در صورت وجود، روشن نیست».
مقامات تونس گفتند که دو خواهر و برادر دیگر مهاجم ساکن بنزرت برای بازجویی بازداشت شده‌اند.

## واکنش‌ها
امانوئل ماکرون رئیس‌جمهور فرانسه و سامیا غالی سیاستمدار محلی، از سربازان عملیات سنتینل که حمله را متوقف کردند تشکر کردند، و سامیا غالی به رادیو محلی گفت: «اگر ارتش در آنجا نبود، ما کشته‌های بسیار بیشتری داشتیم.»